# Laelia flandria
Laelia flandria är en fjärilsart som beskrevs av Collenette 1937. Laelia flandria ingår i släktet Laelia och familjen tofsspinnare. Inga underarter finns listade i Catalogue of Life.